# Pterostichus melas
Pterostichus melas es una especie de escarabajo terrestre del género Pterostichus, categorizada en la tribu Pterostichini, de la subfamilia Harpalinae. Fue descrita por Creutzer en 1799.

## Distribución
Se distribuye por Francia, Alemania, Suiza, Austria, Chequia, Eslovaquia, Hungría, Polonia, Ucrania, Eslovenia, Croacia, Bosnia y Herzegovina, Macedonia del Norte, Albania, Grecia, Bulgaria y Moldavia.